# Dialonectria flammeola
Dialonectria flammeola är en svampart som först beskrevs av Weese, och fick sitt nu gällande namn av Petch 1941. Dialonectria flammeola ingår i släktet Dialonectria och familjen Nectriaceae.   Inga underarter finns listade i Catalogue of Life.